# Dua Lipa/Auszeichnungen für Musikverkäufe

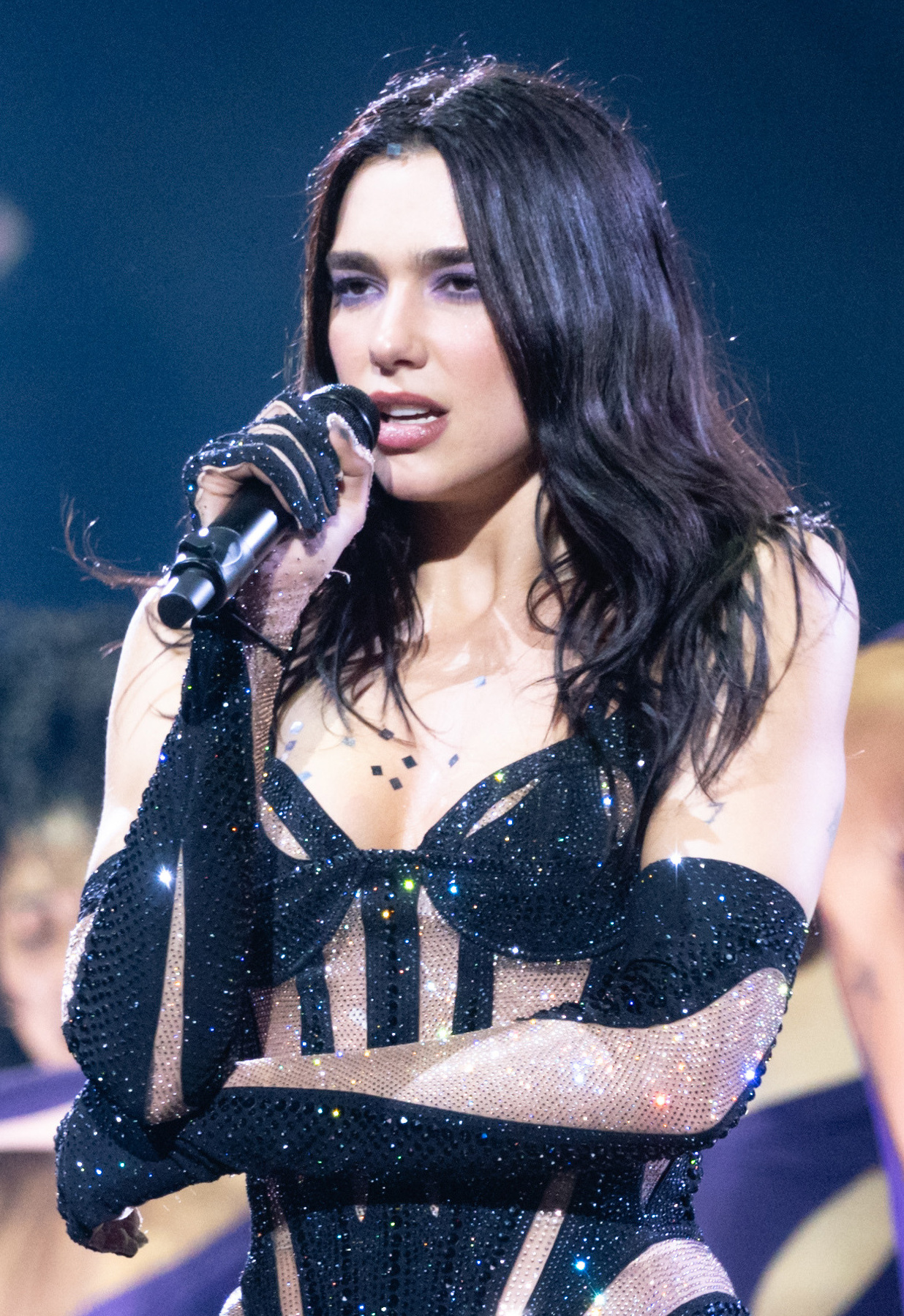
Dua Lipa (2022)

Dies ist eine Übersicht über die Auszeichnungen für Musikverkäufe der britisch-albanischen Popsängerin Dua Lipa. Die Auszeichnungen finden sich nach ihrer Art (Gold, Platin usw.), nach Staaten getrennt in chronologischer Reihenfolge, geordnet sowie nach den Tonträgern selbst, ebenfalls in chronologischer Reihenfolge, getrennt nach Medium (Alben, Singles usw.), wieder.

## Auszeichnungen
| - Vereinigtes Königreich - 2019: für die Single Kiss and Make Up - 2020: für die Single Lost In Your Light - 2020: für die Single Times Like These - 2021: für die Single Swan Song - 2022: für die Single Potion - 2023: für die Single Sweetest Pie - 2024: für das Lied Pretty Please - 2024: für das Lied Future Nostalgia - 2025: für die Single Fever - Australien - 2016: für die Single Hotter than Hell - 2021: für die Single We’re Good - 2023: für die Single Potion - 2023: für die Single Un Dia (One Day) - 2024: für die Single Illusion - Belgien - 2018: für die Single Homesick - 2019: für die Single Electricity - 2021: für die Single Levitating (Remix) - 2021: für die Single Prisoner - 2022: für die Single We’re Good - 2023: für die Single Levitating - 2024: für die Single Illusion - 2024: für das Album Radical Optimism - Chile - 2020: für die Single Un Dia (One Day) - Dänemark - 2018: für die Single Hotter than Hell - 2019: für die Single Be the One - 2021: für die Single Electricity - 2021: für die Single Physical - 2022: für die Single We’re Good - 2022: für die Single Love Again - 2023: für die Single Blow Your Mind (Mwah) - 2024: für die Single Training Season - Deutschland - 2018: für die Single IDGAF - 2021: für die Single Hotter than Hell - 2022: für die Single Prisoner - 2022: für die Single Break My Heart - 2022: für die Single Love Again - 2022: für das Album Future Nostalgia - 2024: für das Album Dua Lipa - 2025: für die Single Houdini - Frankreich - 2020: für die Single Electricity - 2023: für die Single Blow Your Mind (Mwah) - 2023: für die Single Prisoner - 2024: für die Single Illusion - Griechenland - 2021: für die Single Prisoner - 2023: für die Single Dance the Night - Italien - 2017: für die Single Blow Your Mind (Mwah) - 2019: für die Single Electricity - 2019: für die Single Kiss and Make Up - 2025: für das Album Radical Optimism - Japan - 2023: für das Streaming Don’t Start Now - 2023: für das Streaming Levitating (Remix) - 2023: für das Streaming New Rules - Kanada - 2018: für die Single Electricity - 2021: für die Single Prisoner - 2022: für das Lied Future Nostalgia - 2022: für das Lied Cool - 2022: für das Lied Pretty Please - 2023: für die Single Homesick - 2023: für die Single Lost In Your Light - 2023: für die Single Swan Song - 2023: für die Single Thinking ’bout You - 2023: für die Single Potion - Kolumbien - 2021: für die Single Levitating (Remix) - Mexiko - 2020: für die Single Scared to Be Lonely - Neuseeland - 2019: für die Single Hotter than Hell - 2021: für die Single We’re Good - 2025: für das Album Radical Optimism - Norwegen - 2021: für die Single Prisoner - 2021: für die Single Fever - 2021: für die Single Hallucinate - 2021: für die Single We’re Good - 2022: für die Single Love Again - Österreich - 2023: für die Single Dance the Night - 2024: für die Single We’re Good - 2024: für die Single Hallucinate - 2024: für die Single Kiss and Make Up - 2024: für die Single Houdini - Peru - 2021: für die Single Levitating - Polen - 2018: für das Album Dua Lipa - 2020: für die Single Swan Song - 2021: für die Single Homesick - 2021: für die Single Last Dance - 2021: für die Single Lost In Your Light - 2021: für die Single Thinking ’bout You - 2021: für die Single Want To - 2021: für das Lied Future Nostalgia - 2024: für die Single Sweetest Pie - 2024: für das Lied Pretty Please - Portugal - 2022: für die Single Sweetest Pie - 2022: für die Single We’re Good - 2022: für die Single Fever - 2022: für die Single Hallucinate - Schweden - 2017: für die Single Be the One - 2017: für das Album Dua Lipa - 2017: für die Single Blow Your Mind (Mwah) - 2020: für die Single Prisoner - Schweiz - 2017: für die Single Scared to Be Lonely - 2021: für die Single Prisoner - 2021: für die Single Cold Heart (Pnau Remix) - 2024: für die Single Training Season - Spanien - 2023: für die Single Blow Your Mind (Mwah) - 2023: für die Single Fever - 2023: für die Single Hallucinate - 2024: für das Lied I’m Not the Only One - 2024: für die Single Illusion - 2024: für das Lied Pretty Please - 2024: für das Album Radical Optimism - Südafrika - 2023: für die Single Dance the Night - Ungarn - 2021: für das Album Future Nostalgia - Vereinigte Staaten - 2018: für die Single Blow Your Mind (Mwah) - 2020: für die Single Be the One - 2021: für die Single We’re Good - 2024: für die Single Potion - Vereinigtes Königreich - 2020: für die Single Bridge over Troubled Water - 2024: für die Single We’re Good - 2024: für das Album Radical Optimism - 2025: für die Single Illusion | - Australien - 2018: für die Single Electricity - 2019: für die Single Kiss and Make Up - 2025: für das Album Dua Lipa - Belgien - 2017: für die Single Scared to Be Lonely - 2017: für die Single Be the One - 2021: für die Single Break My Heart - 2023: für das Album Dua Lipa - 2023: für das Album Future Nostalgia - 2023: für die Single IDGAF - 2024: für die Single Dance the Night - 2024: für die Single Houdini - 2024: für die Single Training Season - Brasilien - 2017: für die Single New Rules - 2022: für das Lied Good in Bed - 2022: für das Lied Future Nostalgia - 2022: für das Lied Cool - 2022: für das Lied Boys Will Be Boys - 2022: für die Single Sweetest Pie - Chile - 2017: für die Single Scared to Be Lonely - 2020: für die Single Don’t Start Now - Dänemark - 2019: für die Single IDGAF - 2022: für die Single Break My Heart - 2023: für die Single Prisoner - 2023: für die Single No Lie - 2024: für die Single Dance the Night - 2025: für die Single Houdini - Deutschland - 2021: für die Single Be the One - 2022: für die Single Levitating - 2023: für die Single Physical - Finnland - 2020: für die Single Don’t Start Now - Frankreich - 2020: für die Single IDGAF - 2025: für das Album Radical Optimism - 2025: für die Single These Walls - Griechenland - 2022: für die Single One Kiss - Irland - 2018: für das Album Dua Lipa - Italien - 2020: für die Single Physical - 2020: für die Single Break My Heart - 2020: für die Single Un día (One Day) - 2021: für die Single Love Again - 2021: für die Single Prisoner - 2023: für die Single Dance the Night - 2024: für die Single We’re Good - 2024: für die Single Houdini - 2024: für die Single Training Season - Kanada - 2019: für die Single No Lie - 2021: für die Single Un día (One Day) - 2022: für die Single Hallucinate - 2022: für die Single Fever - 2023: für die Single Hotter than Hell - 2023: für die Single Be the One - 2024: für die Single Sweetest Pie - 2025: für das Album Radical Optimism - 2025: für die Single Illusion - Malaysia - 2017: für die Single New Rules - Mexiko - 2023: für die Single Prisoner - Neuseeland - 2020: für die Single Blow Your Mind (Mwah) - 2022: für die Single Hallucinate - 2022: für die Single Kiss and Make Up - 2023: für die Single Dance the Night - Niederlande - 2016: für die Single Hotter than Hell - 2017: für die Single No Lie - 2018: für das Album Dua Lipa - 2025: für das Album Radical Optimism - Norwegen - 2020: für die Single Hotter than Hell - Österreich - 2022: für die Single Prisoner - 2024: für die Single Break My Heart - 2024: für die Single IDGAF - 2024: für die Single Love Again - 2024: für die Single No Lie - 2024: für das Album Dua Lipa - Peru - 2021: für die Single Break My Heart - Polen - 2019: für die Single Electricity - 2020: für das Album Future Nostalgia - 2021: für die Single Prisoner - 2021: für die Single Hallucinate - 2021: für die Single Hotter than Hell - 2021: für die Single Kiss and Make Up - 2021: für die Single Un Dia (One Day) - 2021: für die Single We’re Good - 2024: für die Single Training Season - 2024: für die Single Fever - 2024: für die Single Illusion - Portugal - 2020: für die Single Physical - 2021: für die Single Un día (One Day) - 2022: für die Single No Lie - 2022: für das Album Future Nostalgia - 2022: für die Single Be the One - 2022: für die Single Love Again - 2022: für die Single Levitating - 2022: für die Single Kiss and Make Up - 2023: für die Single Dance the Night - 2024: für die Single Training Season - Schweden - 2017: für die Single Hotter than Hell - 2018: für die Single IDGAF - Schweiz - 2024: für die Single Dance the Night - 2024: für die Single Houdini - Spanien - 2023: für die Single Be the One - 2023: für die Single Kiss and Make Up - 2023: für die Single Love Again - 2023: für die Single We’re Good - 2023: für die Single Electricity - 2024: für die Single No Lie - 2024: für die Single Prisoner - 2024: für die Single Houdini - 2024: für die Single Training Season - Südkorea - 2021: für das Streaming von Don’t Start Now - Vereinigte Staaten - 2019: für das Album Dua Lipa - 2020: für die Single Electricity - 2020: für die Single Break My Heart - 2021: für das Album Future Nostalgia - 2021: für die Single Physical - 2023: für die Single Prisoner - 2023: für die Single Sweetest Pie - Vereinigtes Königreich - 2018: für die Single Hotter than Hell - 2019: für die Single Electricity - 2019: für die Single Blow Your Mind (Mwah) - 2021: für die Single Break My Heart - 2022: für die Single Prisoner - 2024: für die Single Houdini - 2024: für die Single Hallucinate - 2025: für die Single Training Season - 2025: für die Single Love Again - Deutschland - 2022: für die Single No Lie - 2023: für die Single Don’t Start Now - 2023: für die Single Scared to Be Lonely - 2023: für die Single Cold Heart (Pnau Remix) - Australien - 2016: für die Single Be the One - 2021: für die Single Break My Heart - 2021: für die Single Physical - 2023: für die Single Prisoner - 2024: für die Single Houdini - 2024: für die Single Training Season - 2025: für das Album Future Nostalgia - Belgien - 2018: für die Single New Rules - 2019: für die Single One Kiss - 2020: für die Single Don’t Start Now - 2023: für die Single Physical - Brasilien - 2022: für das Lied Pretty Please - Dänemark - 2021: für die Single New Rules - 2022: für das Album Dua Lipa - 2024: für die Single Scared to Be Lonely - Deutschland - 2023: für die Single One Kiss - 2023: für die Single New Rules - Frankreich - 2024: für das Album Dua Lipa - Irland - 2018: für die Single Be the One - Italien - 2018: für die Single Scared to Be Lonely - 2018: für die Single Be the One - 2018: für die Single IDGAF - 2024: für das Album Dua Lipa - Kanada - 2018: für die Single Scared to Be Lonely - 2022: für die Single We’re Good - 2023: für die Single Blow Your Mind (Mwah) - 2025: für die Single Training Season - Neuseeland - 2022: für die Single Break My Heart - 2023: für die Single Physical - 2023: für die Single No Lie - 2024: für die Single Electricity - Niederlande - 2016: für die Single Be the One - 2022: für das Album Future Nostalgia - Norwegen - 2020: für die Single One Kiss - 2020: für die Single IDGAF - 2021: für das Album Future Nostalgia - 2021: für die Single Levitating - 2022: für die Single Cold Heart (Pnau Remix) - 2022: für die Single Break My Heart - 2022: für die Single Physical - Österreich - 2022: für die Single One Kiss - 2024: für die Single Physical - 2024: für die Single New Rules - 2024: für das Album Future Nostalgia - Polen - 2021: für die Single Blow Your Mind (Mwah) - 2024: für die Single Dance the Night - Portugal - 2022: für die Single Prisoner - 2022: für die Single Break My Heart - 2022: für die Single Scared to Be Lonely - 2025: für die Single Houdini - Singapur - 2020: für das Album Dua Lipa - Spanien - 2022: für das Album Future Nostalgia - 2023: für die Single Levitating (Remix) - 2024: für die Single Scared to Be Lonely - 2024: für die Single Break My Heart - 2025: für die Single Levitating - 2025: für die Single Dance the Night - Vereinigte Staaten - 2019: für die Single IDGAF - 2020: für die Single Scared to Be Lonely - Vereinigtes Königreich - 2021: für die Single Be the One - 2021: für die Single Scared to Be Lonely - 2022: für die Single No Lie - 2022: für die Single Physical - 2022: für das Album Future Nostalgia - 2025: für die Single Dance the Night | - Mexiko - 2022: für die Single Cold Heart (Pnau Remix) - Australien - 2018: für die Single Scared to Be Lonely - Belgien - 2021: für die Single Fever - Brasilien - 2020: für das Album Dua Lipa - 2024: für die Single Un Dia (One Day) - Dänemark - 2022: für die Single One Kiss - 2023: für die Single Cold Heart (Pnau Remix) - 2024: für das Album Future Nostalgia - 2025: für die Single Don’t Start Now - 2025: für die Single Levitating (Remix) - Finnland - 2022: für die Single Cold Heart (Pnau Remix) - 2024: für das Album Future Nostalgia - Griechenland - 2024: für die Single Cold Heart (Pnau Remix) - Irland - 2018: für die Single IDGAF - Italien - 2018: für die Single New Rules - 2019: für die Single One Kiss - 2021: für die Single Don’t Start Now - 2023: für die Single Levitating - 2025: für das Album Future Nostalgia - Kanada - 2018: für die Single One Kiss - 2023: für die Single Love Again - 2023: für die Single Physical - 2024: für die Single Dance the Night - 2024: für die Single Houdini - Neuseeland - 2024: für die Single Be the One - Niederlande - 2017: für die Single Scared to Be Lonely - Norwegen - 2020: für die Single New Rules - 2021: für die Single Don’t Start Now - Österreich - 2024: für die Single Don’t Start Now - 2024: für die Single Levitating - Polen - 2020: für die Single Scared to Be Lonely - 2020: für die Single No Lie - 2023: für die Single Love Again - 2024: für die Single Houdini - Portugal - 2022: für die Single Levitating (Remix) - 2022: für die Single IDGAF - Schweden - 2022: für die Single Cold Heart (Pnau Remix) - Schweiz - 2019: für die Single One Kiss - Spanien - 2021: für die Single Un día (One Day) - 2024: für die Single Physical - 2024: für die Single IDGAF - Vereinigtes Königreich - 2022: für das Album Dua Lipa - 2023: für die Single IDGAF - Mexiko - 2023: für die Single Electricity - Australien - 2019: für die Single IDGAF - 2024: für die Single Dance the Night - Italien - 2018: für die Single No Lie - 2023: für die Single Cold Heart (Pnau Remix) - Kanada - 2023: für die Single Break My Heart - Mexiko - 2022: für die Single One Kiss - Neuseeland - 2023: für das Album Dua Lipa - 2024: für die Single Scared to Be Lonely - Norwegen - 2020: für das Album Dua Lipa - 2020: für die Single Scared to Be Lonely - Österreich - 2024: für die Single Cold Heart (Pnau Remix) - Peru - 2021: für die Single Don’t Start Now - Polen - 2021: für die Single Break My Heart - 2021: für die Single IDGAF - Portugal - 2022: für die Single New Rules - Schweden - 2017: für die Single Scared to Be Lonely - 2018: für die Single New Rules - Spanien - 2024: für die Single One Kiss - 2024: für die Single New Rules - Vereinigte Staaten - 2021: für die Single Don’t Start Now - 2022: für die Single One Kiss - 2024: für die Single Cold Heart (Pnau Remix) - Vereinigtes Königreich - 2023: für die Single Don’t Start Now - 2024: für die Single Levitating - 2024: für die Single Cold Heart (Pnau Remix) - Mexiko - 2022: für die Single Un día (One Day) - Kanada - 2024: für das Album Dua Lipa - Neuseeland - 2024: für die Single One Kiss - 2025: für die Single IDGAF - Portugal - 2024: für die Single One Kiss - Spanien - 2025: für die Single Don’t Start Now - Vereinigte Staaten - 2019: für die Single New Rules - Vereinigtes Königreich - 2023: für die Single New Rules - Kanada - 2024: für das Album Future Nostalgia - Neuseeland - 2024: für das Album Future Nostalgia - Portugal - 2024: für die Single Cold Heart (Pnau Remix) - Spanien - 2025: für die Single Cold Heart (Pnau Remix) - Vereinigtes Königreich - 2025: für die Single One Kiss - Australien - 2021: für die Single New Rules - Irland - 2018: für die Single New Rules - Kanada - 2023: für die Single IDGAF - Neuseeland - 2024: für die Single Don’t Start Now - 2025: für die Single New Rules - Portugal - 2024: für die Single Don’t Start Now - Australien - 2022: für die Single Don’t Start Now - 2022: für die Single Levitating - Neuseeland - 2024: für die Single Levitating (Remix) - Australien - 2023: für die Single One Kiss - Neuseeland - 2025: für die Single Cold Heart (Pnau Remix) - Australien - 2025: für die Single Cold Heart (Pnau Remix) - Vereinigte Staaten - 2021: für die Single Un Dia (One Day) (Latin) - Brasilien - 2022: für die Single Hallucinate - 2022: für die Single Levitating - 2022: für die Single Love Again - 2023: für die Single Scared to Be Lonely - 2024: für die Single No Lie - Frankreich - 2018: für die Single One Kiss - 2020: für die Single New Rules - 2021: für die Single Fever - 2021: für die Single Levitating (Remix) - 2022: für die Single No Lie - 2022: für die Single Cold Heart (Pnau Remix) - 2022: für die Single Physical - 2022: für die Single Scared to Be Lonely - 2023: für die Single Love Again - 2024: für die Single Don’t Start Now - 2024: für die Single Dance the Night - 2024: für die Single Houdini - 2024: für die Single Training Season - 2025: für die Single Break My Heart - 2025: für das Album Future Nostalgia - Kanada - 2022: für die Single Levitating (Remix) - 2022: für die Single Don’t Start Now - 2023: für die Single New Rules - 2024: für die Single Cold Heart (Pnau Remix) - Mexiko - 2020: für die Single Scared to Be Lonely - 2021: für die Single Un día (One Day) - 2022: für die Single One Kiss - Polen - 2019: für die Single One Kiss - 2021: für die Single Don’t Start Now - 2021: für die Single Be the One - 2021: für die Single New Rules - 2021: für die Single Physical - 2022: für die Single Cold Heart (Pnau Remix) - 2023: für die Single Levitating - Vereinigte Staaten - 2023: für die Single Levitating (Remix) - Brasilien - 2022: für die Single Physical - 2022: für das Album Future Nostalgia - 2023: für die Single Prisoner - Brasilien - 2020: für die Single Don’t Start Now - 2021: für die Single One Kiss - 2022: für die Single Break My Heart - 2024: für die Single Cold Heart (Pnau Remix) |

## Auszeichnungen nach Alben

### Dua Lipa
| Land/Region                  | Auszeichnungen für Musikverkäufe (Land/Region, Auszeichnung, Verkäufe) | Verkäufe  |
| ---------------------------- | ---------------------------------------------------------------------- | --------- |
| Australien (ARIA)            | Platin                                                                 | 70.000    |
| Belgien (BRMA)               | Platin                                                                 | 30.000    |
| Brasilien (PMB)              | 3× Platin                                                              | 120.000   |
| Dänemark (IFPI)              | 2× Platin                                                              | 40.000    |
| Deutschland (BVMI)           | Gold                                                                   | 100.000   |
| Frankreich (SNEP)            | 2× Platin                                                              | 200.000   |
| Irland (IRMA)                | Platin                                                                 | 15.000    |
| Italien (FIMI)               | 2× Platin                                                              | 100.000   |
| Kanada (MC)                  | 5× Platin                                                              | 400.000   |
| Neuseeland (RMNZ)            | 4× Platin                                                              | 60.000    |
| Niederlande (NVPI)           | Platin                                                                 | 40.000    |
| Norwegen (IFPI)              | 4× Platin                                                              | 80.000    |
| Österreich (IFPI)            | Platin                                                                 | 15.000    |
| Polen (ZPAV)                 | Gold                                                                   | 10.000    |
| Schweden (IFPI)              | Gold                                                                   | 20.000    |
| Singapur (RIAS)              | 2× Platin                                                              | 20.000    |
| Vereinigte Staaten (RIAA)    | Platin                                                                 | 1.000.000 |
| Vereinigtes Königreich (BPI) | 3× Platin                                                              | 900.000   |
| Insgesamt                    | 3× Gold · 33× Platin ·                                                 | 3.220.000 |

### Future Nostalgia
| Land/Region                  | Auszeichnungen für Musikverkäufe (Land/Region, Auszeichnung, Verkäufe) | Verkäufe  |
| ---------------------------- | ---------------------------------------------------------------------- | --------- |
| Australien (ARIA)            | 2× Platin                                                              | 140.000   |
| Belgien (BRMA)               | Platin                                                                 | 20.000    |
| Brasilien (PMB)              | 2× Diamant                                                             | 320.000   |
| Dänemark (IFPI)              | 3× Platin                                                              | 60.000    |
| Deutschland (BVMI)           | Gold                                                                   | 100.000   |
| Finnland (IFPI)              | 3× Platin                                                              | 60.000    |
| Frankreich (SNEP)            | Diamant                                                                | 500.000   |
| Italien (FIMI)               | 3× Platin                                                              | 150.000   |
| Kanada (MC)                  | 6× Platin                                                              | 480.000   |
| Neuseeland (RMNZ)            | 6× Platin                                                              | 90.000    |
| Niederlande (NVPI)           | 2× Platin                                                              | 80.000    |
| Norwegen (IFPI)              | 3× Platin                                                              | 60.000    |
| Österreich (IFPI)            | 2× Platin                                                              | 30.000    |
| Polen (ZPAV)                 | 4× Platin                                                              | 80.000    |
| Portugal (AFP)               | Platin                                                                 | 15.000    |
| Spanien (Promusicae)         | 2× Platin                                                              | 80.000    |
| Ungarn (MAHASZ)              | Gold                                                                   | 2.000     |
| Vereinigte Staaten (RIAA)    | Platin                                                                 | 1.403.000 |
| Vereinigtes Königreich (BPI) | 2× Platin                                                              | 600.000   |
| Insgesamt                    | 2× Gold · 41× Platin · 3× Diamant ·                                    | 4.270.000 |

### Radical Optimism
| Land/Region                  | Auszeichnungen für Musikverkäufe (Land/Region, Auszeichnung, Verkäufe) | Verkäufe |
| ---------------------------- | ---------------------------------------------------------------------- | -------- |
| Belgien (BRMA)               | Gold                                                                   | 10.000   |
| Frankreich (SNEP)            | Platin                                                                 | 100.000  |
| Italien (FIMI)               | Gold                                                                   | 25.000   |
| Kanada (MC)                  | Platin                                                                 | 80.000   |
| Neuseeland (RMNZ)            | Gold                                                                   | 7.500    |
| Niederlande (NVPI)           | Platin                                                                 | 30.000   |
| Spanien (Promusicae)         | Gold                                                                   | 20.000   |
| Vereinigtes Königreich (BPI) | Gold                                                                   | 100.000  |
| Insgesamt                    | 5× Gold · 3× Platin ·                                                  | 372.500  |

## Auszeichnungen nach Singles

### Be the One
| Land/Region                  | Auszeichnungen für Musikverkäufe (Land/Region, Auszeichnung, Verkäufe) | Verkäufe  |
| ---------------------------- | ---------------------------------------------------------------------- | --------- |
| Australien (ARIA)            | 2× Platin                                                              | 140.000   |
| Belgien (BRMA)               | Platin                                                                 | 30.000    |
| Dänemark (IFPI)              | Gold                                                                   | 45.000    |
| Deutschland (BVMI)           | Platin                                                                 | 400.000   |
| Irland (IRMA)                | 2× Platin                                                              | 30.000    |
| Italien (FIMI)               | 2× Platin                                                              | 100.000   |
| Kanada (MC)                  | Platin                                                                 | 80.000    |
| Neuseeland (RMNZ)            | 3× Platin                                                              | 90.000    |
| Niederlande (NVPI)           | 2× Platin                                                              | 80.000    |
| Polen (ZPAV)                 | Diamant                                                                | 250.000   |
| Portugal (AFP)               | Platin                                                                 | 10.000    |
| Schweden (IFPI)              | Gold                                                                   | 20.000    |
| Spanien (Promusicae)         | Platin                                                                 | 60.000    |
| Vereinigte Staaten (RIAA)    | Gold                                                                   | 500.000   |
| Vereinigtes Königreich (BPI) | 2× Platin                                                              | 1.300.000 |
| Insgesamt                    | 3× Gold · 18× Platin · 1× Diamant ·                                    | 3.135.000 |

### Last Dance
| Land/Region  | Auszeichnungen für Musikverkäufe (Land/Region, Auszeichnung, Verkäufe) | Verkäufe |
| ------------ | ---------------------------------------------------------------------- | -------- |
| Polen (ZPAV) | Gold                                                                   | 25.000   |
| Insgesamt    | 1× Gold ·                                                              | 25.000   |

### Hotter than Hell
| Land/Region                  | Auszeichnungen für Musikverkäufe (Land/Region, Auszeichnung, Verkäufe) | Verkäufe  |
| ---------------------------- | ---------------------------------------------------------------------- | --------- |
| Australien (ARIA)            | Gold                                                                   | 35.000    |
| Dänemark (IFPI)              | Gold                                                                   | 45.000    |
| Deutschland (BVMI)           | Gold                                                                   | 200.000   |
| Kanada (MC)                  | Platin                                                                 | 80.000    |
| Neuseeland (RMNZ)            | Gold                                                                   | 15.000    |
| Niederlande (NVPI)           | Platin                                                                 | 40.000    |
| Norwegen (IFPI)              | Platin                                                                 | 60.000    |
| Polen (ZPAV)                 | Platin                                                                 | 50.000    |
| Schweden (IFPI)              | Platin                                                                 | 40.000    |
| Vereinigtes Königreich (BPI) | Platin                                                                 | 600.000   |
| Insgesamt                    | 4× Gold · 6× Platin ·                                                  | 1.165.000 |

### Blow Your Mind (Mwah)
| Land/Region                  | Auszeichnungen für Musikverkäufe (Land/Region, Auszeichnung, Verkäufe) | Verkäufe  |
| ---------------------------- | ---------------------------------------------------------------------- | --------- |
| Dänemark (IFPI)              | Gold                                                                   | 45.000    |
| Frankreich (SNEP)            | Gold                                                                   | 100.000   |
| Italien (FIMI)               | Gold                                                                   | 25.000    |
| Kanada (MC)                  | 2× Platin                                                              | 160.000   |
| Neuseeland (RMNZ)            | Platin                                                                 | 30.000    |
| Polen (ZPAV)                 | 2× Platin                                                              | 100.000   |
| Schweden (IFPI)              | Gold                                                                   | 20.000    |
| Spanien (Promusicae)         | Gold                                                                   | 30.000    |
| Vereinigte Staaten (RIAA)    | Gold                                                                   | 500.000   |
| Vereinigtes Königreich (BPI) | Platin                                                                 | 600.000   |
| Insgesamt                    | 6× Gold · 6× Platin ·                                                  | 1.610.000 |

### No Lie
| Land/Region                  | Auszeichnungen für Musikverkäufe (Land/Region, Auszeichnung, Verkäufe) | Verkäufe  |
| ---------------------------- | ---------------------------------------------------------------------- | --------- |
| Brasilien (PMB)              | Diamant                                                                | 250.000   |
| Dänemark (IFPI)              | Platin                                                                 | 90.000    |
| Deutschland (BVMI)           | 3× Gold                                                                | 600.000   |
| Frankreich (SNEP)            | Diamant                                                                | 333.333   |
| Italien (FIMI)               | 4× Platin                                                              | 200.000   |
| Kanada (MC)                  | Platin                                                                 | 80.000    |
| Neuseeland (RMNZ)            | 2× Platin                                                              | 60.000    |
| Niederlande (NVPI)           | Platin                                                                 | 40.000    |
| Österreich (IFPI)            | Platin                                                                 | 30.000    |
| Polen (ZPAV)                 | 3× Platin                                                              | 60.000    |
| Portugal (AFP)               | Platin                                                                 | 10.000    |
| Spanien (Promusicae)         | Platin                                                                 | 60.000    |
| Vereinigtes Königreich (BPI) | 2× Platin                                                              | 1.200.000 |
| Insgesamt                    | 1× Gold · 18× Platin · 2× Diamant ·                                    | 3.013.333 |

### Thinking ’bout You
| Land/Region  | Auszeichnungen für Musikverkäufe (Land/Region, Auszeichnung, Verkäufe) | Verkäufe |
| ------------ | ---------------------------------------------------------------------- | -------- |
| Kanada (MC)  | Gold                                                                   | 40.000   |
| Polen (ZPAV) | Gold                                                                   | 25.000   |
| Insgesamt    | 2× Gold ·                                                              | 65.000   |

### Scared to Be Lonely
| Land/Region                  | Auszeichnungen für Musikverkäufe (Land/Region, Auszeichnung, Verkäufe) | Verkäufe  |
| ---------------------------- | ---------------------------------------------------------------------- | --------- |
| Australien (ARIA)            | 3× Platin                                                              | 210.000   |
| Belgien (BRMA)               | Platin                                                                 | 30.000    |
| Brasilien (PMB)              | Diamant                                                                | 160.000   |
| Chile (IFPI)                 | Platin                                                                 | 80.000    |
| Dänemark (IFPI)              | 2× Platin                                                              | 180.000   |
| Deutschland (BVMI)           | 3× Gold                                                                | 600.000   |
| Frankreich (SNEP)            | Diamant                                                                | 333.333   |
| Italien (FIMI)               | 2× Platin                                                              | 100.000   |
| Kanada (MC)                  | 2× Platin                                                              | 160.000   |
| Mexiko (AMPROFON)            | Diamant · + Gold                                                       | 330.000   |
| Neuseeland (RMNZ)            | 4× Platin                                                              | 120.000   |
| Niederlande (NVPI)           | 3× Platin                                                              | 120.000   |
| Norwegen (IFPI)              | 4× Platin                                                              | 240.000   |
| Polen (ZPAV)                 | 3× Platin                                                              | 60.000    |
| Portugal (AFP)               | 2× Platin                                                              | 20.000    |
| Schweden (IFPI)              | 4× Platin                                                              | 160.000   |
| Schweiz (IFPI)               | Gold                                                                   | 10.000    |
| Spanien (Promusicae)         | 2× Platin                                                              | 120.000   |
| Vereinigte Staaten (RIAA)    | 2× Platin                                                              | 2.000.000 |
| Vereinigtes Königreich (BPI) | 2× Platin                                                              | 1.200.000 |
| Insgesamt                    | 3× Gold · 38× Platin · 3× Diamant ·                                    | 6.073.333 |

### Bridge over Troubled Water
| Land/Region                  | Auszeichnungen für Musikverkäufe (Land/Region, Auszeichnung, Verkäufe) | Verkäufe |
| ---------------------------- | ---------------------------------------------------------------------- | -------- |
| Vereinigtes Königreich (BPI) | Gold                                                                   | 400.000  |
| Insgesamt                    | 1× Gold ·                                                              | 400.000  |

### Lost In Your Light
| Land/Region                  | Auszeichnungen für Musikverkäufe (Land/Region, Auszeichnung, Verkäufe) | Verkäufe |
| ---------------------------- | ---------------------------------------------------------------------- | -------- |
| Kanada (MC)                  | Gold                                                                   | 40.000   |
| Polen (ZPAV)                 | Gold                                                                   | 25.000   |
| Vereinigtes Königreich (BPI) | Silber                                                                 | 200.000  |
| Insgesamt                    | 1× Silber · 2× Gold ·                                                  | 265.000  |

### New Rules
| Land/Region                  | Auszeichnungen für Musikverkäufe (Land/Region, Auszeichnung, Verkäufe) | Verkäufe   |
| ---------------------------- | ---------------------------------------------------------------------- | ---------- |
| Australien (ARIA)            | 7× Platin                                                              | 490.000    |
| Belgien (BRMA)               | 2× Platin                                                              | 60.000     |
| Brasilien (PMB)              | Platin                                                                 | 40.000     |
| Dänemark (IFPI)              | 2× Platin                                                              | 180.000    |
| Deutschland (BVMI)           | 2× Platin                                                              | 800.000    |
| Frankreich (SNEP)            | Diamant                                                                | 333.333    |
| Irland (IRMA)                | 7× Platin                                                              | 105.000    |
| Italien (FIMI)               | 3× Platin                                                              | 150.000    |
| Kanada (MC)                  | Diamant                                                                | 800.000    |
| Malaysia (RIM)               | Platin                                                                 | 200.000    |
| Neuseeland (RMNZ)            | 7× Platin                                                              | 210.000    |
| Norwegen (IFPI)              | 3× Platin                                                              | 180.000    |
| Österreich (IFPI)            | 2× Platin                                                              | 60.000     |
| Polen (ZPAV)                 | Diamant                                                                | 250.000    |
| Portugal (AFP)               | 4× Platin                                                              | 40.000     |
| Schweden (IFPI)              | 4× Platin                                                              | 320.000    |
| Spanien (Promusicae)         | 4× Platin                                                              | 240.000    |
| Vereinigte Staaten (RIAA)    | 5× Platin                                                              | 5.000.000  |
| Vereinigtes Königreich (BPI) | 5× Platin                                                              | 3.100.000  |
| Insgesamt                    | 59× Platin · 3× Diamant ·                                              | 12.558.333 |

### Homesick
| Land/Region    | Auszeichnungen für Musikverkäufe (Land/Region, Auszeichnung, Verkäufe) | Verkäufe |
| -------------- | ---------------------------------------------------------------------- | -------- |
| Belgien (BRMA) | Gold                                                                   | 15.000   |
| Kanada (MC)    | Gold                                                                   | 40.000   |
| Polen (ZPAV)   | Gold                                                                   | 25.000   |
| Insgesamt      | 3× Gold ·                                                              | 80.000   |

### IDGAF
| Land/Region                  | Auszeichnungen für Musikverkäufe (Land/Region, Auszeichnung, Verkäufe) | Verkäufe  |
| ---------------------------- | ---------------------------------------------------------------------- | --------- |
| Australien (ARIA)            | 4× Platin                                                              | 280.000   |
| Belgien (BRMA)               | Platin                                                                 | 30.000    |
| Dänemark (IFPI)              | Platin                                                                 | 90.000    |
| Deutschland (BVMI)           | Gold                                                                   | 200.000   |
| Frankreich (SNEP)            | Platin                                                                 | 200.000   |
| Irland (IRMA)                | 3× Platin                                                              | 45.000    |
| Italien (FIMI)               | 2× Platin                                                              | 100.000   |
| Kanada (MC)                  | 7× Platin                                                              | 560.000   |
| Neuseeland (RMNZ)            | 5× Platin                                                              | 150.000   |
| Norwegen (IFPI)              | 2× Platin                                                              | 120.000   |
| Österreich (IFPI)            | Platin                                                                 | 30.000    |
| Polen (ZPAV)                 | 4× Platin                                                              | 200.000   |
| Portugal (AFP)               | 3× Platin                                                              | 30.000    |
| Schweden (IFPI)              | Platin                                                                 | 80.000    |
| Spanien (Promusicae)         | 3× Platin                                                              | 180.000   |
| Vereinigte Staaten (RIAA)    | 2× Platin                                                              | 2.000.000 |
| Vereinigtes Königreich (BPI) | 3× Platin                                                              | 1.800.000 |
| Insgesamt                    | 1× Gold · 43× Platin ·                                                 | 6.095.000 |

### One Kiss
| Land/Region                  | Auszeichnungen für Musikverkäufe (Land/Region, Auszeichnung, Verkäufe) | Verkäufe   |
| ---------------------------- | ---------------------------------------------------------------------- | ---------- |
| Australien (ARIA)            | 9× Platin                                                              | 630.000    |
| Belgien (BRMA)               | 2× Platin                                                              | 60.000     |
| Brasilien (PMB)              | 3× Diamant                                                             | 480.000    |
| Dänemark (IFPI)              | 3× Platin                                                              | 270.000    |
| Deutschland (BVMI)           | 2× Platin                                                              | 800.000    |
| Frankreich (SNEP)            | Diamant                                                                | 333.333    |
| Griechenland (IFPI)          | Platin                                                                 | 20.000     |
| Italien (FIMI)               | 3× Platin                                                              | 150.000    |
| Kanada (MC)                  | 3× Platin                                                              | 240.000    |
| Mexiko (AMPROFON)            | Diamant · + 4× Platin                                                  | 540.000    |
| Neuseeland (RMNZ)            | 5× Platin                                                              | 150.000    |
| Norwegen (IFPI)              | 2× Platin                                                              | 120.000    |
| Österreich (IFPI)            | 2× Platin                                                              | 60.000     |
| Polen (ZPAV)                 | Diamant                                                                | 100.000    |
| Portugal (AFP)               | 5× Platin                                                              | 50.000     |
| Schweiz (IFPI)               | 3× Platin                                                              | 60.000     |
| Spanien (Promusicae)         | 4× Platin                                                              | 240.000    |
| Vereinigte Staaten (RIAA)    | 4× Platin                                                              | 4.000.000  |
| Vereinigtes Königreich (BPI) | 6× Platin                                                              | 3.600.000  |
| Insgesamt                    | 58× Platin · 6× Diamant ·                                              | 11.903.333 |

### Electricity
| Land/Region                  | Auszeichnungen für Musikverkäufe (Land/Region, Auszeichnung, Verkäufe) | Verkäufe  |
| ---------------------------- | ---------------------------------------------------------------------- | --------- |
| Australien (ARIA)            | Platin                                                                 | 70.000    |
| Belgien (BRMA)               | Gold                                                                   | 20.000    |
| Dänemark (IFPI)              | Gold                                                                   | 45.000    |
| Frankreich (SNEP)            | Gold                                                                   | 100.000   |
| Italien (FIMI)               | Gold                                                                   | 25.000    |
| Kanada (MC)                  | Gold                                                                   | 40.000    |
| Mexiko (AMPROFON)            | 7× Gold                                                                | 210.000   |
| Neuseeland (RMNZ)            | 2× Platin                                                              | 60.000    |
| Polen (ZPAV)                 | Platin                                                                 | 20.000    |
| Spanien (Promusicae)         | Platin                                                                 | 60.000    |
| Vereinigte Staaten (RIAA)    | Platin                                                                 | 1.000.000 |
| Vereinigtes Königreich (BPI) | Platin                                                                 | 600.000   |
| Insgesamt                    | 6× Gold · 10× Platin ·                                                 | 2.250.000 |

### Want To
| Land/Region  | Auszeichnungen für Musikverkäufe (Land/Region, Auszeichnung, Verkäufe) | Verkäufe |
| ------------ | ---------------------------------------------------------------------- | -------- |
| Polen (ZPAV) | Gold                                                                   | 25.000   |
| Insgesamt    | 1× Gold ·                                                              | 25.000   |

### Kiss and Make Up
| Land/Region                  | Auszeichnungen für Musikverkäufe (Land/Region, Auszeichnung, Verkäufe) | Verkäufe |
| ---------------------------- | ---------------------------------------------------------------------- | -------- |
| Australien (ARIA)            | Platin                                                                 | 70.000   |
| Italien (FIMI)               | Gold                                                                   | 25.000   |
| Neuseeland (RMNZ)            | Platin                                                                 | 30.000   |
| Österreich (IFPI)            | Gold                                                                   | 15.000   |
| Polen (ZPAV)                 | Platin                                                                 | 50.000   |
| Portugal (AFP)               | Platin                                                                 | 10.000   |
| Spanien (Promusicae)         | Platin                                                                 | 60.000   |
| Vereinigtes Königreich (BPI) | Silber                                                                 | 200.000  |
| Insgesamt                    | 1× Silber · 2× Gold · 5× Platin ·                                      | 460.000  |

### Swan Song
| Land/Region                  | Auszeichnungen für Musikverkäufe (Land/Region, Auszeichnung, Verkäufe) | Verkäufe |
| ---------------------------- | ---------------------------------------------------------------------- | -------- |
| Kanada (MC)                  | Gold                                                                   | 40.000   |
| Polen (ZPAV)                 | Gold                                                                   | 10.000   |
| Vereinigtes Königreich (BPI) | Silber                                                                 | 200.000  |
| Insgesamt                    | 1× Silber · 2× Gold ·                                                  | 250.000  |

### Don’t Start Now
| Land/Region                  | Auszeichnungen für Musikverkäufe (Land/Region, Auszeichnung, Verkäufe) | Verkäufe   |
| ---------------------------- | ---------------------------------------------------------------------- | ---------- |
| Australien (ARIA)            | 8× Platin                                                              | 560.000    |
| Belgien (BRMA)               | 2× Platin                                                              | 80.000     |
| Brasilien (PMB)              | 3× Diamant                                                             | 480.000    |
| Chile (IFPI)                 | Gold                                                                   | 90.000     |
| Dänemark (IFPI)              | 3× Platin                                                              | 270.000    |
| Deutschland (BVMI)           | 3× Gold                                                                | 600.000    |
| Finnland (IFPI)              | Platin                                                                 | 40.000     |
| Frankreich (SNEP)            | Diamant                                                                | 333.333    |
| Italien (FIMI)               | 3× Platin                                                              | 210.000    |
| Kanada (MC)                  | Diamant                                                                | 800.000    |
| Neuseeland (RMNZ)            | 7× Platin                                                              | 210.000    |
| Norwegen (IFPI)              | 3× Platin                                                              | 180.000    |
| Österreich (IFPI)            | 3× Platin                                                              | 90.000     |
| Peru (UNIMPRO)               | 4× Platin                                                              | 24.000     |
| Polen (ZPAV)                 | Diamant                                                                | 100.000    |
| Portugal (AFP)               | 7× Platin                                                              | 70.000     |
| Spanien (Promusicae)         | 5× Platin                                                              | 300.000    |
| Vereinigte Staaten (RIAA)    | 4× Platin                                                              | 4.000.000  |
| Vereinigtes Königreich (BPI) | 4× Platin                                                              | 2.600.000  |
| Insgesamt                    | 2× Gold · 55× Platin · 6× Diamant ·                                    | 11.037.333 |

### Future Nostalgia
| Land/Region                  | Auszeichnungen für Musikverkäufe (Land/Region, Auszeichnung, Verkäufe) | Verkäufe |
| ---------------------------- | ---------------------------------------------------------------------- | -------- |
| Brasilien (PMB)              | Platin                                                                 | 40.000   |
| Kanada (MC)                  | Gold                                                                   | 40.000   |
| Polen (ZPAV)                 | Gold                                                                   | 25.000   |
| Vereinigtes Königreich (BPI) | Silber                                                                 | 200.000  |
| Insgesamt                    | 1× Silber · 2× Gold · 1× Platin ·                                      | 305.000  |

### Physical
| Land/Region                  | Auszeichnungen für Musikverkäufe (Land/Region, Auszeichnung, Verkäufe) | Verkäufe  |
| ---------------------------- | ---------------------------------------------------------------------- | --------- |
| Australien (ARIA)            | 2× Platin                                                              | 140.000   |
| Belgien (BRMA)               | 2× Platin                                                              | 80.000    |
| Brasilien (PMB)              | 2× Diamant                                                             | 320.000   |
| Dänemark (IFPI)              | Gold                                                                   | 45.000    |
| Deutschland (BVMI)           | Platin                                                                 | 400.000   |
| Frankreich (SNEP)            | Diamant                                                                | 333.333   |
| Italien (FIMI)               | Platin                                                                 | 70.000    |
| Kanada (MC)                  | 3× Platin                                                              | 240.000   |
| Neuseeland (RMNZ)            | 2× Platin                                                              | 60.000    |
| Norwegen (IFPI)              | 2× Platin                                                              | 120.000   |
| Österreich (IFPI)            | 2× Platin                                                              | 60.000    |
| Polen (ZPAV)                 | Diamant                                                                | 250.000   |
| Portugal (AFP)               | Platin                                                                 | 10.000    |
| Spanien (Promusicae)         | 3× Platin                                                              | 180.000   |
| Vereinigte Staaten (RIAA)    | Platin                                                                 | 1.000.000 |
| Vereinigtes Königreich (BPI) | 2× Platin                                                              | 1.200.000 |
| Insgesamt                    | 1× Gold · 22× Platin · 4× Diamant ·                                    | 4.508.333 |

### Break My Heart
| Land/Region                  | Auszeichnungen für Musikverkäufe (Land/Region, Auszeichnung, Verkäufe) | Verkäufe  |
| ---------------------------- | ---------------------------------------------------------------------- | --------- |
| Australien (ARIA)            | 2× Platin                                                              | 140.000   |
| Belgien (BRMA)               | Platin                                                                 | 40.000    |
| Brasilien (PMB)              | 3× Diamant                                                             | 480.000   |
| Dänemark (IFPI)              | Platin                                                                 | 90.000    |
| Deutschland (BVMI)           | Gold                                                                   | 200.000   |
| Frankreich (SNEP)            | Diamant                                                                | 333.333   |
| Italien (FIMI)               | Platin                                                                 | 70.000    |
| Kanada (MC)                  | 5× Platin                                                              | 400.000   |
| Neuseeland (RMNZ)            | 2× Platin                                                              | 60.000    |
| Norwegen (IFPI)              | 2× Platin                                                              | 120.000   |
| Österreich (IFPI)            | Platin                                                                 | 30.000    |
| Peru (UNIMPRO)               | Platin                                                                 | 6.000     |
| Polen (ZPAV)                 | 4× Platin                                                              | 200.000   |
| Portugal (AFP)               | 2× Platin                                                              | 20.000    |
| Spanien (Promusicae)         | 2× Platin                                                              | 120.000   |
| Vereinigte Staaten (RIAA)    | Platin                                                                 | 1.000.000 |
| Vereinigtes Königreich (BPI) | Platin                                                                 | 600.000   |
| Insgesamt                    | 1× Gold · 26× Platin · 4× Diamant ·                                    | 3.909.333 |

### Times Like These
| Land/Region                  | Auszeichnungen für Musikverkäufe (Land/Region, Auszeichnung, Verkäufe) | Verkäufe |
| ---------------------------- | ---------------------------------------------------------------------- | -------- |
| Vereinigtes Königreich (BPI) | Silber                                                                 | 200.000  |
| Insgesamt                    | 1× Silber ·                                                            | 200.000  |

### Hallucinate
| Land/Region                  | Auszeichnungen für Musikverkäufe (Land/Region, Auszeichnung, Verkäufe) | Verkäufe  |
| ---------------------------- | ---------------------------------------------------------------------- | --------- |
| Brasilien (PMB)              | Diamant                                                                | 160.000   |
| Kanada (MC)                  | Platin                                                                 | 80.000    |
| Neuseeland (RMNZ)            | Platin                                                                 | 30.000    |
| Norwegen (IFPI)              | Gold                                                                   | 30.000    |
| Österreich (IFPI)            | Gold                                                                   | 15.000    |
| Polen (ZPAV)                 | Platin                                                                 | 50.000    |
| Portugal (AFP)               | Gold                                                                   | 5.000     |
| Spanien (Promusicae)         | Gold                                                                   | 30.000    |
| Vereinigtes Königreich (BPI) | Platin                                                                 | 600.000   |
| Insgesamt                    | 4× Gold · 4× Platin · 1× Diamant ·                                     | 1.000.000 |

### Un Dia (One Day)
| Land/Region               | Auszeichnungen für Musikverkäufe (Land/Region, Auszeichnung, Verkäufe) | Verkäufe  |
| ------------------------- | ---------------------------------------------------------------------- | --------- |
| Australien (ARIA)         | Gold                                                                   | 35.000    |
| Brasilien (PMB)           | 3× Platin                                                              | 120.000   |
| Chile (IFPI)              | Gold                                                                   | 90.000    |
| Italien (FIMI)            | Platin                                                                 | 70.000    |
| Kanada (MC)               | Platin                                                                 | 80.000    |
| Mexiko (AMPROFON)         | Diamant · + 9× Gold                                                    | 570.000   |
| Polen (ZPAV)              | Platin                                                                 | 50.000    |
| Portugal (AFP)            | Platin                                                                 | 10.000    |
| Spanien (Promusicae)      | 3× Platin                                                              | 120.000   |
| Vereinigte Staaten (RIAA) | 15× Platin                                                             | 900.000   |
| Insgesamt                 | 3× Gold · 19× Platin · 2× Diamant ·                                    | 2.045.000 |

### Levitating
| Land/Region                  | Auszeichnungen für Musikverkäufe (Land/Region, Auszeichnung, Verkäufe) | Verkäufe   |
| ---------------------------- | ---------------------------------------------------------------------- | ---------- |
| Australien (ARIA)            | 8× Platin                                                              | 560.000    |
| Belgien (BRMA)               | Gold · + Gold (Remix)                                                  | 40.000     |
| Brasilien (PMB)              | Diamant                                                                | 160.000    |
| Dänemark (IFPI)              | 3× Platin                                                              | 270.000    |
| Deutschland (BVMI)           | Platin                                                                 | 400.000    |
| Frankreich (SNEP)            | Diamant                                                                | 333.333    |
| Italien (FIMI)               | 3× Platin                                                              | 300.000    |
| Kanada (MC)                  | Diamant                                                                | 800.000    |
| Kolumbien (ASINCOL)          | Gold                                                                   | 5.000      |
| Neuseeland (RMNZ)            | 8× Platin                                                              | 240.000    |
| Norwegen (IFPI)              | 2× Platin                                                              | 120.000    |
| Österreich (IFPI)            | 3× Platin                                                              | 90.000     |
| Peru (UNIMPRO)               | Gold                                                                   | 3.000      |
| Polen (ZPAV)                 | Diamant                                                                | 250.000    |
| Portugal (AFP)               | Platin · + 3× Platin (Remix)                                           | 40.000     |
| Spanien (Promusicae)         | 2× Platin · + 2× Platin (Remix)                                        | 180.000    |
| Vereinigte Staaten (RIAA)    | Diamant                                                                | 10.000.000 |
| Vereinigtes Königreich (BPI) | 4× Platin                                                              | 2.400.000  |
| Insgesamt                    | 4× Gold · 40× Platin · 5× Diamant ·                                    | 16.251.333 |

### Fever
| Land/Region                  | Auszeichnungen für Musikverkäufe (Land/Region, Auszeichnung, Verkäufe) | Verkäufe |
| ---------------------------- | ---------------------------------------------------------------------- | -------- |
| Belgien (BRMA)               | 3× Platin                                                              | 120.000  |
| Frankreich (SNEP)            | Diamant                                                                | 333.333  |
| Kanada (MC)                  | Platin                                                                 | 80.000   |
| Norwegen (IFPI)              | Gold                                                                   | 30.000   |
| Polen (ZPAV)                 | Platin                                                                 | 50.000   |
| Portugal (AFP)               | Gold                                                                   | 5.000    |
| Spanien (Promusicae)         | Gold                                                                   | 30.000   |
| Vereinigtes Königreich (BPI) | Silber                                                                 | 200.000  |
| Insgesamt                    | 1× Silber · 3× Gold · 5× Platin · 1× Diamant ·                         | 848.333  |

### Prisoner
| Land/Region                  | Auszeichnungen für Musikverkäufe (Land/Region, Auszeichnung, Verkäufe) | Verkäufe  |
| ---------------------------- | ---------------------------------------------------------------------- | --------- |
| Australien (ARIA)            | 2× Platin                                                              | 140.000   |
| Belgien (BRMA)               | Gold                                                                   | 20.000    |
| Brasilien (PMB)              | 2× Diamant                                                             | 320.000   |
| Dänemark (IFPI)              | Platin                                                                 | 90.000    |
| Deutschland (BVMI)           | Gold                                                                   | 200.000   |
| Frankreich (SNEP)            | Gold                                                                   | 100.000   |
| Griechenland (IFPI)          | Gold                                                                   | 10.000    |
| Italien (FIMI)               | Platin                                                                 | 70.000    |
| Kanada (MC)                  | Gold                                                                   | 40.000    |
| Mexiko (AMPROFON)            | Platin                                                                 | 140.000   |
| Norwegen (IFPI)              | Gold                                                                   | 30.000    |
| Österreich (IFPI)            | Platin                                                                 | 30.000    |
| Polen (ZPAV)                 | Platin                                                                 | 20.000    |
| Portugal (AFP)               | 2× Platin                                                              | 20.000    |
| Schweden (IFPI)              | Gold                                                                   | 40.000    |
| Schweiz (IFPI)               | Gold                                                                   | 10.000    |
| Spanien (Promusicae)         | Platin                                                                 | 60.000    |
| Vereinigte Staaten (RIAA)    | Platin                                                                 | 1.000.000 |
| Vereinigtes Königreich (BPI) | Platin                                                                 | 600.000   |
| Insgesamt                    | 8× Gold · 12× Platin · 2× Diamant ·                                    | 2.940.000 |

### We’re Good
| Land/Region                  | Auszeichnungen für Musikverkäufe (Land/Region, Auszeichnung, Verkäufe) | Verkäufe  |
| ---------------------------- | ---------------------------------------------------------------------- | --------- |
| Australien (ARIA)            | Gold                                                                   | 35.000    |
| Belgien (BRMA)               | Gold                                                                   | 20.000    |
| Dänemark (IFPI)              | Gold                                                                   | 45.000    |
| Italien (FIMI)               | Platin                                                                 | 100.000   |
| Kanada (MC)                  | 2× Platin                                                              | 160.000   |
| Neuseeland (RMNZ)            | Gold                                                                   | 15.000    |
| Norwegen (IFPI)              | Gold                                                                   | 30.000    |
| Österreich (IFPI)            | Gold                                                                   | 15.000    |
| Polen (ZPAV)                 | Platin                                                                 | 50.000    |
| Portugal (AFP)               | Gold                                                                   | 5.000     |
| Spanien (Promusicae)         | Platin                                                                 | 60.000    |
| Vereinigte Staaten (RIAA)    | Gold                                                                   | 500.000   |
| Vereinigtes Königreich (BPI) | Gold                                                                   | 400.000   |
| Insgesamt                    | 9× Gold · 5× Platin ·                                                  | 1.435.000 |

### Love Again
| Land/Region                  | Auszeichnungen für Musikverkäufe (Land/Region, Auszeichnung, Verkäufe) | Verkäufe  |
| ---------------------------- | ---------------------------------------------------------------------- | --------- |
| Brasilien (PMB)              | Diamant                                                                | 160.000   |
| Dänemark (IFPI)              | Gold                                                                   | 45.000    |
| Deutschland (BVMI)           | Gold                                                                   | 200.000   |
| Frankreich (SNEP)            | Diamant                                                                | 333.333   |
| Italien (FIMI)               | Platin                                                                 | 70.000    |
| Kanada (MC)                  | 3× Platin                                                              | 240.000   |
| Norwegen (IFPI)              | Gold                                                                   | 30.000    |
| Österreich (IFPI)            | Platin                                                                 | 30.000    |
| Polen (ZPAV)                 | 3× Platin                                                              | 150.000   |
| Portugal (AFP)               | Platin                                                                 | 10.000    |
| Spanien (Promusicae)         | Platin                                                                 | 60.000    |
| Vereinigtes Königreich (BPI) | Platin                                                                 | 600.000   |
| Insgesamt                    | 3× Gold · 11× Platin · 2× Diamant ·                                    | 1.928.333 |

### Cold Heart (Pnau Remix)
| Land/Region                  | Auszeichnungen für Musikverkäufe (Land/Region, Auszeichnung, Verkäufe) | Verkäufe   |
| ---------------------------- | ---------------------------------------------------------------------- | ---------- |
| Australien (ARIA)            | 15× Platin                                                             | 1.050.000  |
| Brasilien (PMB)              | 3× Diamant                                                             | 480.000    |
| Dänemark (IFPI)              | 3× Platin                                                              | 270.000    |
| Deutschland (BVMI)           | 3× Gold                                                                | 600.000    |
| Finnland (IFPI)              | 3× Platin                                                              | 120.000    |
| Frankreich (SNEP)            | Diamant                                                                | 333.333    |
| Griechenland (IFPI)          | 3× Platin                                                              | 60.000     |
| Italien (FIMI)               | 4× Platin                                                              | 400.000    |
| Kanada (MC)                  | Diamant                                                                | 800.000    |
| Mexiko (AMPROFON)            | 5× Gold                                                                | 350.000    |
| Neuseeland (RMNZ)            | 9× Platin                                                              | 270.000    |
| Norwegen (IFPI)              | 2× Platin                                                              | 120.000    |
| Österreich (IFPI)            | 4× Platin                                                              | 120.000    |
| Polen (ZPAV)                 | Diamant                                                                | 250.000    |
| Portugal (AFP)               | 6× Platin                                                              | 60.000     |
| Schweden (IFPI)              | 3× Platin                                                              | 240.000    |
| Schweiz (IFPI)               | Gold                                                                   | 10.000     |
| Spanien (Promusicae)         | 6× Platin                                                              | 360.000    |
| Vereinigte Staaten (RIAA)    | 4× Platin                                                              | 4.000.000  |
| Vereinigtes Königreich (BPI) | 4× Platin                                                              | 2.400.000  |
| Insgesamt                    | 3× Gold · 69× Platin · 6× Diamant ·                                    | 12.293.333 |

### Sweetest Pie
| Land/Region                  | Auszeichnungen für Musikverkäufe (Land/Region, Auszeichnung, Verkäufe) | Verkäufe  |
| ---------------------------- | ---------------------------------------------------------------------- | --------- |
| Brasilien (PMB)              | Platin                                                                 | 40.000    |
| Kanada (MC)                  | Platin                                                                 | 80.000    |
| Polen (ZPAV)                 | Gold                                                                   | 25.000    |
| Portugal (AFP)               | Gold                                                                   | 5.000     |
| Vereinigte Staaten (RIAA)    | Platin                                                                 | 1.000.000 |
| Vereinigtes Königreich (BPI) | Silber                                                                 | 200.000   |
| Insgesamt                    | 1× Silber · 2× Gold · 3× Platin ·                                      | 1.350.000 |

### Potion
| Land/Region                  | Auszeichnungen für Musikverkäufe (Land/Region, Auszeichnung, Verkäufe) | Verkäufe |
| ---------------------------- | ---------------------------------------------------------------------- | -------- |
| Australien (ARIA)            | Gold                                                                   | 35.000   |
| Kanada (MC)                  | Gold                                                                   | 40.000   |
| Vereinigte Staaten (RIAA)    | Gold                                                                   | 500.000  |
| Vereinigtes Königreich (BPI) | Silber                                                                 | 200.000  |
| Insgesamt                    | 1× Silber · 3× Gold ·                                                  | 775.000  |

### Dance the Night
| Land/Region                  | Auszeichnungen für Musikverkäufe (Land/Region, Auszeichnung, Verkäufe) | Verkäufe  |
| ---------------------------- | ---------------------------------------------------------------------- | --------- |
| Australien (ARIA)            | 4× Platin                                                              | 280.000   |
| Belgien (BRMA)               | Platin                                                                 | 40.000    |
| Dänemark (IFPI)              | Platin                                                                 | 90.000    |
| Frankreich (SNEP)            | Diamant                                                                | 333.333   |
| Griechenland (IFPI)          | Gold                                                                   | 10.000    |
| Italien (FIMI)               | Platin                                                                 | 100.000   |
| Kanada (MC)                  | 3× Platin                                                              | 240.000   |
| Neuseeland (RMNZ)            | Platin                                                                 | 30.000    |
| Österreich (IFPI)            | Gold                                                                   | 15.000    |
| Polen (ZPAV)                 | 2× Platin                                                              | 100.000   |
| Portugal (AFP)               | Platin                                                                 | 10.000    |
| Schweiz (IFPI)               | Platin                                                                 | 20.000    |
| Spanien (Promusicae)         | 2× Platin                                                              | 120.000   |
| Südafrika (RISA)             | Gold                                                                   | 10.000    |
| Vereinigtes Königreich (BPI) | 2× Platin                                                              | 1.200.000 |
| Insgesamt                    | 3× Gold · 19× Platin · 1× Diamant ·                                    | 2.598.333 |

### Houdini
| Land/Region                  | Auszeichnungen für Musikverkäufe (Land/Region, Auszeichnung, Verkäufe) | Verkäufe  |
| ---------------------------- | ---------------------------------------------------------------------- | --------- |
| Australien (ARIA)            | 2× Platin                                                              | 140.000   |
| Belgien (BRMA)               | Platin                                                                 | 40.000    |
| Dänemark (IFPI)              | Platin                                                                 | 90.000    |
| Deutschland (BVMI)           | Gold                                                                   | 300.000   |
| Frankreich (SNEP)            | Diamant                                                                | 333.333   |
| Italien (FIMI)               | Platin                                                                 | 100.000   |
| Kanada (MC)                  | 3× Platin                                                              | 240.000   |
| Österreich (IFPI)            | Gold                                                                   | 15.000    |
| Polen (ZPAV)                 | 3× Platin                                                              | 150.000   |
| Portugal (AFP)               | 2× Platin                                                              | 20.000    |
| Schweiz (IFPI)               | Platin                                                                 | 30.000    |
| Spanien (Promusicae)         | Platin                                                                 | 60.000    |
| Vereinigtes Königreich (BPI) | Platin                                                                 | 600.000   |
| Insgesamt                    | 2× Gold · 16× Platin · 1× Diamant ·                                    | 2.118.333 |

### Training Season
| Land/Region                  | Auszeichnungen für Musikverkäufe (Land/Region, Auszeichnung, Verkäufe) | Verkäufe  |
| ---------------------------- | ---------------------------------------------------------------------- | --------- |
| Australien (ARIA)            | 2× Platin                                                              | 140.000   |
| Belgien (BRMA)               | Platin                                                                 | 40.000    |
| Dänemark (IFPI)              | Gold                                                                   | 45.000    |
| Frankreich (SNEP)            | Diamant                                                                | 333.333   |
| Italien (FIMI)               | Platin                                                                 | 100.000   |
| Kanada (MC)                  | 2× Platin                                                              | 160.000   |
| Polen (ZPAV)                 | Platin                                                                 | 50.000    |
| Portugal (AFP)               | Platin                                                                 | 10.000    |
| Schweiz (IFPI)               | Gold                                                                   | 15.000    |
| Spanien (Promusicae)         | Platin                                                                 | 60.000    |
| Vereinigtes Königreich (BPI) | Platin                                                                 | 600.000   |
| Insgesamt                    | 2× Gold · 10× Platin · 1× Diamant ·                                    | 1.553.333 |

### Illusion
| Land/Region                  | Auszeichnungen für Musikverkäufe (Land/Region, Auszeichnung, Verkäufe) | Verkäufe |
| ---------------------------- | ---------------------------------------------------------------------- | -------- |
| Australien (ARIA)            | Gold                                                                   | 35.000   |
| Belgien (BRMA)               | Gold                                                                   | 20.000   |
| Frankreich (SNEP)            | Gold                                                                   | 100.000  |
| Kanada (MC)                  | Platin                                                                 | 80.000   |
| Polen (ZPAV)                 | Platin                                                                 | 50.000   |
| Spanien (Promusicae)         | Gold                                                                   | 30.000   |
| Vereinigtes Königreich (BPI) | Gold                                                                   | 400.000  |
| Insgesamt                    | 5× Gold · 2× Platin ·                                                  | 715.000  |

### These Walls
| Land/Region       | Auszeichnungen für Musikverkäufe (Land/Region, Auszeichnung, Verkäufe) | Verkäufe |
| ----------------- | ---------------------------------------------------------------------- | -------- |
| Frankreich (SNEP) | Platin                                                                 | 200.000  |
| Insgesamt         | 1× Platin ·                                                            | 200.000  |

## Auszeichnungen nach Liedern

### I’m Not the Only One
| Land/Region          | Auszeichnungen für Musikverkäufe (Land/Region, Auszeichnung, Verkäufe) | Verkäufe |
| -------------------- | ---------------------------------------------------------------------- | -------- |
| Spanien (Promusicae) | Gold                                                                   | 30.000   |
| Insgesamt            | 1× Gold ·                                                              | 30.000   |

### Boys Will Be Boys
| Land/Region     | Auszeichnungen für Musikverkäufe (Land/Region, Auszeichnung, Verkäufe) | Verkäufe |
| --------------- | ---------------------------------------------------------------------- | -------- |
| Brasilien (PMB) | Platin                                                                 | 40.000   |
| Insgesamt       | 1× Platin ·                                                            | 40.000   |

### Cool
| Land/Region     | Auszeichnungen für Musikverkäufe (Land/Region, Auszeichnung, Verkäufe) | Verkäufe |
| --------------- | ---------------------------------------------------------------------- | -------- |
| Brasilien (PMB) | Platin                                                                 | 40.000   |
| Kanada (MC)     | Gold                                                                   | 40.000   |
| Insgesamt       | 1× Gold · 1× Platin ·                                                  | 80.000   |

### Good in Bed
| Land/Region     | Auszeichnungen für Musikverkäufe (Land/Region, Auszeichnung, Verkäufe) | Verkäufe |
| --------------- | ---------------------------------------------------------------------- | -------- |
| Brasilien (PMB) | Platin                                                                 | 40.000   |
| Insgesamt       | 1× Platin ·                                                            | 40.000   |

### Pretty Please
| Land/Region                  | Auszeichnungen für Musikverkäufe (Land/Region, Auszeichnung, Verkäufe) | Verkäufe |
| ---------------------------- | ---------------------------------------------------------------------- | -------- |
| Brasilien (PMB)              | 2× Platin                                                              | 80.000   |
| Kanada (MC)                  | Gold                                                                   | 40.000   |
| Polen (ZPAV)                 | Gold                                                                   | 25.000   |
| Spanien (Promusicae)         | Gold                                                                   | 30.000   |
| Vereinigtes Königreich (BPI) | Silber                                                                 | 200.000  |
| Insgesamt                    | 1× Silber · 3× Gold · 2× Platin ·                                      | 375.000  |

## Auszeichnungen nach Musikstreamings

### New Rules
| Land/Region  | Auszeichnungen für Musikverkäufe (Land/Region, Auszeichnung, Verkäufe) | Verkäufe   |
| ------------ | ---------------------------------------------------------------------- | ---------- |
| Japan (RIAJ) | Gold                                                                   | 50.000.000 |
| Insgesamt    | 1× Gold ·                                                              | 50.000.000 |

### Don’t Start Now
| Land/Region     | Auszeichnungen für Musikverkäufe (Land/Region, Auszeichnung, Verkäufe) | Verkäufe    |
| --------------- | ---------------------------------------------------------------------- | ----------- |
| Japan (RIAJ)    | Gold                                                                   | 50.000.000  |
| Südkorea (KMCA) | Platin                                                                 | 100.000.000 |
| Insgesamt       | 1× Gold · 1× Platin ·                                                  | 150.000.000 |

### Levitating (Remix)
| Land/Region  | Auszeichnungen für Musikverkäufe (Land/Region, Auszeichnung, Verkäufe) | Verkäufe   |
| ------------ | ---------------------------------------------------------------------- | ---------- |
| Japan (RIAJ) | Gold                                                                   | 50.000.000 |
| Insgesamt    | 1× Gold ·                                                              | 50.000.000 |

## Statistik und Quellen
| Land/RegionAuszeichnungen für Musikverkäufe (Land/Region, Auszeichnungen, Verkäufe, Quellen) | Silber     | Gold         | Platin         | Diamant       | Verkäufe   | Quellen                    |
| -------------------------------------------------------------------------------------------- | ---------- | ------------ | -------------- | ------------- | ---------- | -------------------------- |
| Australien (ARIA)                                                                            | —          | 5× Gold5     | 75× Platin75   | —             | 5.425.000  | aria.com.au                |
| Belgien (BRMA)                                                                               | —          | 8× Gold8     | 20× Platin20   | —             | 850.000    | ultratop.be                |
| Brasilien (PMB)                                                                              | —          | —            | 14× Platin14   | 23× Diamant23 | 4.330.000  | pro-musicabr.org.br        |
| Chile (IFPI)                                                                                 | —          | 2× Gold2     | Platin1        | —             | 260.000    | profovi.cl                 |
| Dänemark (IFPI)                                                                              | —          | 8× Gold8     | 27× Platin27   | —             | 2.475.000  | ifpi.dk                    |
| Deutschland (BVMI)                                                                           | —          | 12× Gold12   | 11× Platin11   | —             | 6.700.000  | musikindustrie.de          |
| Finnland (IFPI)                                                                              | —          | —            | 7× Platin7     | —             | 220.000    | Einzelnachweise            |
| Frankreich (SNEP)                                                                            | —          | 4× Gold4     | 5× Platin5     | 15× Diamant15 | 6.224.995  | snepmusique.com            |
| Griechenland (IFPI)                                                                          | —          | 2× Gold2     | 4× Platin4     | —             | 100.000    | Einzelnachweise            |
| Irland (IRMA)                                                                                | —          | —            | 13× Platin13   | —             | 195.000    | Einzelnachweise            |
| Italien (FIMI)                                                                               | —          | 4× Gold4     | 40× Platin40   | —             | 2.820.000  | fimi.it                    |
| Japan (RIAJ)                                                                                 | —          | 3× Gold3     | —              | —             | —          | riaj.or.jp                 |
| Kanada (MC)                                                                                  | —          | 10× Gold10   | 54× Platin54   | 4× Diamant4   | 8.040.000  | musiccanada.com            |
| Kolumbien (ASINCOL)                                                                          | —          | Gold1        | —              | —             | 5.000      | Einzelnachweise            |
| Malaysia (RIM)                                                                               | —          | —            | Platin1        | —             | 200.000    | Einzelnachweise            |
| Mexiko (AMPROFON)                                                                            | —          | 4× Gold4     | 14× Platin14   | 3× Diamant3   | 2.140.000  | amprofon.com.mx            |
| Neuseeland (RMNZ)                                                                            | —          | 3× Gold3     | 70× Platin70   | —             | 1.987.500  | radioscope.co.nz NZ2       |
| Niederlande (NVPI)                                                                           | —          | —            | 11× Platin11   | —             | 430.000    | nvpi.nl                    |
| Norwegen (IFPI)                                                                              | —          | 5× Gold5     | 30× Platin30   | —             | 1.670.000  | ifpi.no                    |
| Österreich (IFPI)                                                                            | —          | 5× Gold5     | 24× Platin24   | —             | 750.000    | ifpi.at                    |
| Peru (UNIMPRO)                                                                               | —          | Gold1        | 5× Platin5     | —             | 33.000     | Einzelnachweise            |
| Polen (ZPAV)                                                                                 | —          | 10× Gold10   | 35× Platin35   | 7× Diamant7   | 3.150.000  | olis.pl                    |
| Portugal (AFP)                                                                               | —          | 4× Gold4     | 46× Platin46   | —             | 485.000    | Einzelnachweise            |
| Schweden (IFPI)                                                                              | —          | 4× Gold4     | 13× Platin13   | —             | 940.000    | sverigetopplistan.se       |
| Schweiz (IFPI)                                                                               | —          | 4× Gold4     | 5× Platin5     | —             | 155.000    | hitparade.ch musikwoche.de |
| Singapur (RIAS)                                                                              | —          | —            | 2× Platin2     | —             | 20.000     | rias.org.sg                |
| Spanien (Promusicae)                                                                         | —          | 7× Gold7     | 49× Platin49   | —             | 3.040.000  | elportaldemusica.es        |
| Südafrika (RISA)                                                                             | —          | Gold1        | —              | —             | 10.000     | Einzelnachweise            |
| Südkorea (KMCA)                                                                              | —          | —            | Platin1        | —             | —          | circlechart.kr             |
| Ungarn (MAHASZ)                                                                              | —          | Gold1        | —              | —             | 2.000      | slagerlistak.hu            |
| Vereinigte Staaten (RIAA)                                                                    | —          | 4× Gold4     | 33× Platin33   | 2× Diamant2   | 41.303.000 | riaa.com                   |
| Vereinigtes Königreich (BPI)                                                                 | 9× Silber9 | 5× Gold5     | 49× Platin49   | —             | 31.800.000 | bpi.co.uk                  |
| Insgesamt                                                                                    | 9× Silber9 | 117× Gold117 | 659× Platin659 | 54× Diamant54 |            |                            |